# Chloropteryx
Chloropteryx is een geslacht van vlinders van de familie spanners (Geometridae), uit de onderfamilie Geometrinae.

## Soorten
- C. acerces Prout, 1912
- C. anisoctena Prout, 1917
- C. clemens Warren, 1905
- C. chaga Dognin, 1898
- C. dealbata Warren, 1909
- C. diluta Dognin, 1911
- C. fontana Prout, 1935
- C. glauciptera Hampson, 1895
- C. hemithearia Warren, 1900
- C. jalapata Dyar, 1916
- C. languescens Warren, 1897
- C. lechera Dognin, 1898
- C. longipalpis Warren, 1900
- C. munda Warren, 1897
- C. nordicaria Schaus, 1901
- C. opalaria Guenée, 1857
- C. pacifica Prout, 1912
- C. pallescens Warren, 1909
- C. paularia Möschler, 1886
- C. productaria Herrich-Schäffer, 1855
- C. punctilinea Dognin, 1909
- C. rhodelaea Prout, 1933
- C. spumosaria Dognin, 1892
- C. stigmatica Warren, 1904
- C. subrubens Prout, 1933
- C. subrufescens Warren, 1906
- C. tepperaria Hulst, 1886
- C. viridicans Prout, 1916